# Alfa-college
Het Alfa-college is een christelijk Regionaal Opleidingen Centrum (ROC) in Noord- en Oost-Nederland. Het biedt middelbare beroepsopleidingen (mbo) en educatieve trajecten aan in Groningen, Hardenberg, Hoogeveen en Assen. Ongeveer 11.000 jongeren en volwassenen volgen er een opleiding. Het Alfa-college heeft ongeveer 1.500 medewerkers  .

## Geschiedenis
Het Alfa-college is ontstaan in 1996 uit een fusie van het Aa-College (dat in 1990 was ontstaan uit een fusie van de christelijke middelbare technische school, het Hunzecollege, het christelijk voltijd- en het christelijk deeltijd kort middelbaar beroepsonderwijs) en De Clinck in Groningen, en het Morgenland College in Hoogeveen en Hardenberg.

## Onderwijs en samenwerking
Het Alfa-college biedt diverse mbo-opleidingen aan, zowel voor jongeren na de middelbare school als voor volwassenen in deeltijd. Om de opleidingen goed aan te laten sluiten op de arbeidsmarkt, werkt het Alfa-college nauw samen met bedrijven. Deze bedrijven leveren praktijkgerichte kennis en geven aan welke vaardigheden zij zoeken in toekomstige medewerkers.
Sinds 2020 werkt het Alfa-college onder de noemer DNA samen met de regionale opleidingencentra Drenthe College (samen met Terra) en Noorderpoort. 

## Locaties
Het Alfa-college heeft de volgende locaties:
- Groningen,     Admiraal de Ruyterlaan (Techniek, Educatie en Inburgering, VAVO)
- Groningen,     Boumaboulevard (Secretariële, Financiële en Juridische opleidingen, ICT,     Handel)
- Groningen,     Protonstraat (BBL Bouw & Infra)
- Groningen,     Kardingerplein 1 (Beveiliging en Handhaving)
- Groningen,     Kardingerplein 48 (Sport en Bewegen, Johan Cruyff College)
- Groningen,     Kluiverboom (Uiterlijke Verzorging, Horeca, Zorg en Welzijn)
- Assen,     Vincent van Gogh College
- Hardenberg,     Parkweg
- Hoogeveen,     Voltastraat
- Hoogeveen,     KARgo!